# Paleothyris
Paleothyris är ett utdött släkte med småvuxna kräldjur som man hittat fossil av i Nova Scotia, Kanada. Den dateras till Karbonperioden (Pennsylvanian - skedet), och tros ha levt för omkring 310 milj. år sedan. 

## OmPaleothyris
Paleothyris är en av flera tidiga reptiler som hittats i lager från senare delen av Karbon. Den mätte cirka 25 - 30 centimeter från nos till svansspets, och var förmodligen ganska lik moderna ödlor både i fråga om utseende och beteende. Paleothyris skiljer sig från ödlor genom att dess kranium saknade hålrummen (fenestrae) som är karaktäristiska för andra kräldjur och amnioter, och som visar att Paleothyris var en anapsid, liksom sköldpaddor. Paleothyris föda tros ha utgjorts av insekter. Eftersom den betraktas som en något primitiv reptil, citeras den ibland som ett exempel på en felande länk.